# SS Gaelic (1873)

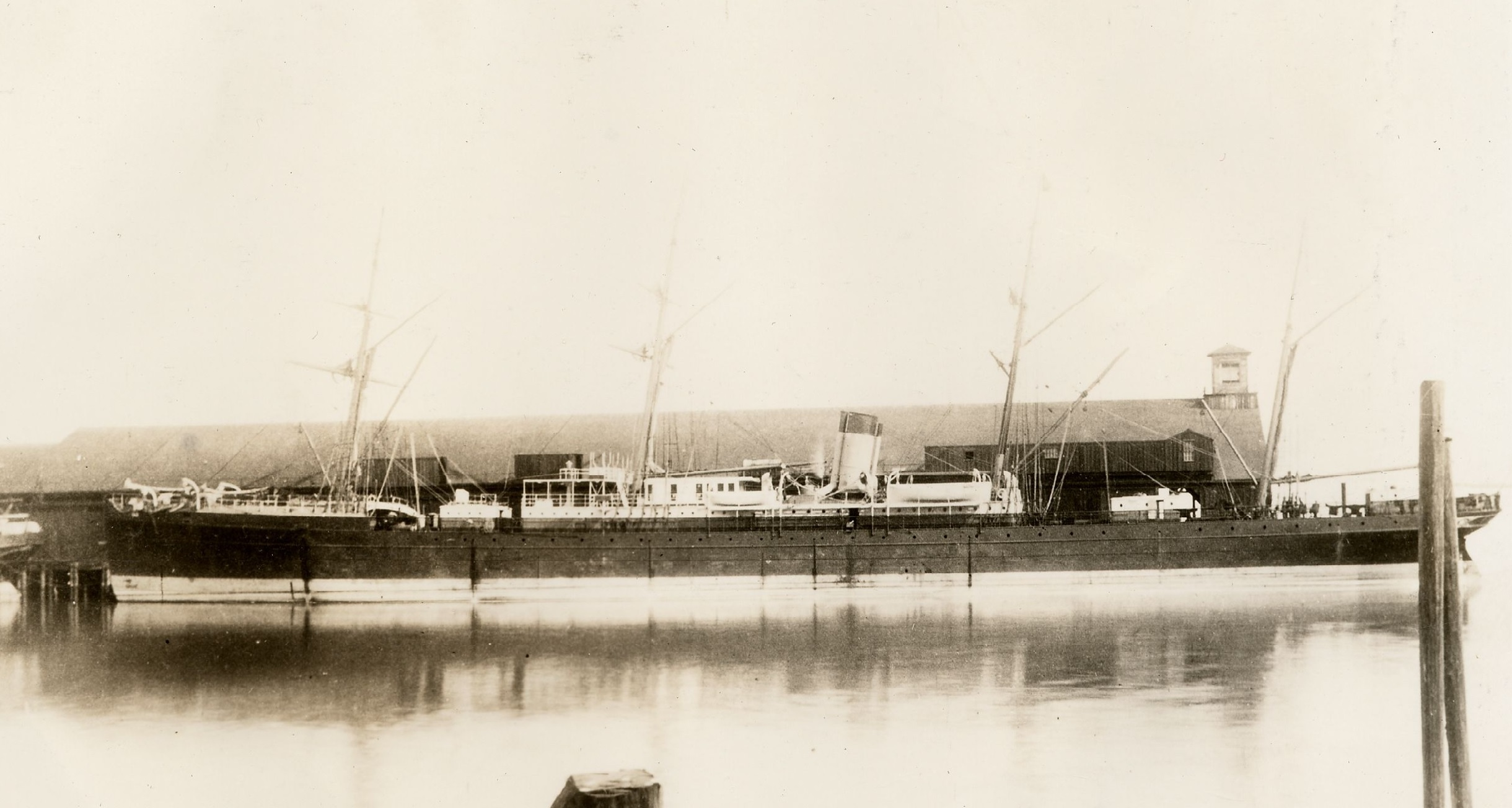
SS Gaelic

SS Gaelic byl parník společnosti White Star Line. Vybudován byl roku 1873 v loděnicích Harland & Wolff v Belfastu. Původně měl převážet dobytek, stejně jako např. Naronic a Bovic, nakonec ale vozil jen maso. Měl prostory i pro cestující, ale s omezenou kapacitou. V letech 1875 - 1880 byl pronajat společnosti Occidental and Oriental Line, pod jejíž vlajkou se plavil do Číny. V roce 1883 byl prodán do Španělska a přejmenován na Hugo. V roce 1896 najel u Nizozemska na mělčinu a ještě ten rok byl sešrotován.